# 1286
| [ Edytuj tabelę ]                          |                                                              |
| Książę Małopolski                          | - 1279 Leszek Czarny 1288                                    |
| Książę Wielkopolski                        | - 1273 Przemysł II 1296                                      |
| Król Albanii                               | - 1285 Karol II 1301                                         |
| Współksiążęta Andory                       | - 1278 Pere d'Urg 1293 - 1278 Roger Bernard I 1302           |
| Król Angkoru                               | - 1244 Dżajawarman VIII 1295                                 |
| Król Anglii                                | - 1272 Edward I 1307                                         |
| Król Aragonii i Walencji, hrabia Barcelony | - 1285 Alfons III Liberalny 1291                             |
| Margrabia Brandenburgii                    | - 1267 Konrad 1304 - 1267 Otto IV 1308                       |
| Książę Burgundii                           | - 1272 Robert II 1306                                        |
| Książę Dolnej Bawarii                      | - 1253 Henryk XIII 1290                                      |
| Książę Górnej Bawarii                      | - 1253 Ludwik II 1294                                        |
| Cesarz Bizancjum                           | - 1282 Andronik II Paleolog 1328                             |
| Car Bułgarii                               | - 1280 Jerzy I Terter 1292                                   |
| Cesarz Chin                                | - 1279 Kubilaj-chan 1294                                     |
| Król Cypru                                 | - 1285 Henryk II 1306                                        |
| Król Czech                                 | - 1278 Wacław II 1305                                        |
| Król Danii                                 | - 1259 Eryk Glipping 1286 - 1286 Eryk Menved 1319            |
| Władca Egiptu                              | - 1279 Kalawun 1290                                          |
| Cesarz Etiopii                             | - 1285 Jagbya Tsyjon 1294                                    |
| Król Francji                               | - 1285 Filip IV Piękny 1314                                  |
| Król Gruzji                                | - 1271 Dymitr II Ofiarny 1289                                |
| Hrabia Holandii                            | - 1256 Floris V 1296                                         |
| Cesarz Japonii                             | - 1274 Go-Uda 1287                                           |
| Kalif                                      | - 1262 Al-Hakim bi-Amr Allah 1302                            |
| Król Kastylii i Leónu                      | - 1284 Sancho IV Odważny 1295                                |
| Patriarcha Konstantynopola                 | - 1275 Jan XI Bekkos 1289 - 1283 Grzegorz II Cypryjczyk 1289 |
| Władca Korei                               | - 1274 Ch’ungnyŏl 1308                                       |
| Wielki książę litewski                     | - 1285 Butygejd 1291                                         |
| Sułtan Maroka                              | - 1259 Abu Jusuf Jakub 1286 - 1286 Abu Jakub Jusuf 1307      |
| Książę Moskwy                              | - 1283 Daniel Aleksandrowicz 1303                            |
| Król Nawarry                               | - 1284 Filip I 1305                                          |
| Król Norwegii                              | - 1280 Eryk II Wróg Księży 1299                              |
| Hrabia Palatynatu                          | - 1253 Ludwik II Bawarski 1294                               |
| Papież                                     | - 1285 Honoriusz IV 1287                                     |
| Król Portugalii                            | - 1279 Dionizy I 1325                                        |
| Sułtan Rumu                                | - 1284 Masud II 1293                                         |
| Książę Rusi halickiej                      | - 1270 Lew I 1300                                            |
| Cesarz Rzymski (niemiecki)                 | - 1273 Rudolf I Habsburg 1291                                |
| Książę Saksonii                            | - 1260 Albrecht II 1298                                      |
| Kapitanowie Regenci San Marino             | - 1286 Ugolino Baracone 1286                                 |
| Król Serbii                                | - 1282 Stefan Urosz II 1321                                  |
| Król Singasari                             | - 1268 Kertanagara 1292                                      |
| Król Szkocji                               | - 1249 Aleksander III 1286 - 1286 Małgorzata 1290            |
| Król Szwecji                               | - 1275 Magnus I Birgersson Ladulås 1290                      |
| Doża Wenecji                               | - 1280 Giovanni Dandolo 1289                                 |
| Król Węgier                                | - 1272 Władysław IV Kumańczyk 1290                           |
| Wielki mistrz zakonu krzyżackiego          | - 1283 Burkhard von Schwanden 1290                           |

Rok 1286 / MCCLXXXVI
stulecia: XII wiek ~
XIII wiek ~
XIV wiek

lata: 1276 «
1281 «
1282 «
1283 «
1284 «
1285 «
1286
» 1287
» 1288
» 1289
» 1290
» 1291
» 1296

## Wydarzenia w Polsce
- 30 listopada – książę Leszek Czarny zawarł ostateczną ugodę z Pawłem z Przemankowa.
- miał miejsce najazd litewski na Sochaczew[1].

## Wydarzenia na świecie
- 19 marca – król Szkocji Aleksander III zginął spadając wraz z koniem ze skały.
- 15 sierpnia – Henryk II Cypryjski koronował się na ostatniego króla Jerozolimy.
- 22 listopada – został zamordowany król Danii Eryk Glipping.

## Urodzili się
- 8 marca – Jan III Dobry, książę Bretanii (zm. 1341)

- data dzienna nieznana: 
  - Ulryk III Wirtemberski, hrabia Wirtembergii (data urodzenia sporna lub przybliżona) (zm. 1344)

## Zmarli
- 10 marca – Maryn de Eboli, włoski duchowny katolicki (ur. 1206)
- 19 marca – Aleksander III, król Szkocji (ur. 1241)
- 20 marca – Ambroży Sansedoni, włoski dominikanin, błogosławiony katolicki (ur. 1200)
- 25 kwietnia – Bernard Zwinny, książę lwówecki w latach 1281–1286 (ur. między 1253 a 1257)
- 30 lipca – Grzegorz Bar Hebraeus, duchowny (mafrian) kościoła jakobickiego i jedna z najsłynniejszych postaci w jego dziejach, uczony-polihistor (ur. 1226)
- 8 października – Jan I Rudy, książę Bretanii (ur. 1217)
- 1 listopada – Ancher Pantaleon, francuski duchowny pochodzący z Troyes (ur. 1210)
- 9 listopada – Roger Northwode, angielski rycerz, lord Skarbu i Lord Strażnik Pięciu Portów (ur. ok. 1230)
- 22 listopada – Eryk Glipping, król Danii, zamordowany (ur. 1249)

- data dzienna nieznana: 
  - Abesz Chatun (per. خاتون), ostatnia władczyni perskiej dynastii Salghurydów, rządzącej w Farsie (ur. ok. 1260)
  - Abu Jusuf Jakub (arab. أبو يوسف يعقوب بن عبد الحق), sułtan Maroka z dynastii Marynidów, syn szejka Abdulhaka I (ur. ?)